# Línea de la Avenida Dyre
La Línea de la Avenida Dyre es una línea del metro de la ciudad de Nueva York  y forma parte de la División A (IRT). La línea opera en la parte norte del Bronx, y empieza a dividirse en la línea White Plains Road al norte de East 180th Street.

## Alcance y servicios
La línea de la Avenida Dyre opera solo con los trenes del servicio 5.
Para propósitos de ganancias, la línea tiene doble vía. Dos vías centrales "expresas" en dos lugares - entre  Eastchester–Avenida Dyre y la Avenida Baychester, y desde Pelham Parkway justo al sur de la estación de la Avenida Morris Park.
A finales de los años 1990 las vías del "downtown expreso" fueron extendidas desde el sur de la Avenida Dyre para conectarse con el extremo final de las vías en Pelham Parkway con el propósito de probar los vagones para la División A. La línea de la Avenida Dyre es la única vía de pruebas de la División A/IRT. Es la vía de pruebas más nueva del sistema, seguida por la vía de pruebas de la línea Rockaway para la División IND/B2 y la vía de pruebas de la línea Sea Beach de la División /BMTB1.
Las únicas vías para depósitos son las antiguas vías de "uptown express" de la línea de la Avenida Dyre, ya que no conecta con ninguna otra línea en su extremo final; El extremo final de las vías "uptown express" en Pelham Parkway (es la única con dos plataformas centrales, entre las vías expresas y locales, en lugar de dos plataformas laterales en otros lugares secundarios de la línea), fue usada para depósito pero se suspendió cuando el depósito que estaba justo al norte de East 180th Street se expandió.
El extremo norte de la línea es una simple vía doble, con dos cruces de vías al sur de la terminal de la Avenida Dyre. El extremo sur es una "unión elevada" dentro de las vías locales de la línea White Plains Road (con cruces en las vías expresas).

## Historia
La línea de la Avenida Dyre fue originalmente una de las cuatro vías principales del Ferrocarril de Nueva York, Wetchester y Boston, un tren eléctrico que conecta a White Plains y al Puerto de Chester a una estación en el río Harlem adyacente a la línea de la Tercera Avenida. El NYW&B abrió el 29 de mayo de 1912. Finalmente una estación abrió en East 180th Street, con transferencias hacia la línea White Plains Road y varias líneas superficiales. Los trenes expresos solo paraban en Pelham Parkway y en East 180th Street, dentro de el Bronx. El NYW&B fue abandonado el 31 de diciembre de 1937 debido a bancarrota.
Varios planes fueron hechos para una línea paralela del metro incluso antes de que la NYW&B fuese abandonada; el plan de expansión de 1929 incluía una línea a lo largo de la Avenida Morris Park, Avenida Wilson y Boston Road hacia la Avenida Baychester, y conectada con la línea de la Segunda Avenida. En 1939, después del abandono, el plan era integrar al antiguo NYW&B con la Avenida Dyre dentro del sistema IRT (como lo ha sido), para dividirla de la línea Pelham como la línea Westchester y Boston.
La Junta de Transporte de la Ciudad de Nueva York compró el NYW&B dentro del Bronx al norte de East 180th Street, y abrió para operar el 15 de mayo de 1941 como un servicio expreso o "shuttle" como se le conoces en inglés", con una transferencia hacia la línea White Plains Road en East 180th Street. Los planes para el mejoramiento de la línea antigua al norte del  condado de Westchester fracasaron.
Una vía de conexión directa fue abierta el 6 de mayo de 1957, y la antigua estación de NYW&B fue clausurada. Primero, los servicios directos operaban en las vías expresas de la línea de la Séptima Avenida y Broadway, operando durante el día; el servicio expreso continuó operando durante las tardes, y la línea no operaba en las noches. En 1966, los servicios de la Avenida Dyre fueron movidos hacia la línea de la Avenida Lexington en su forma actual. La línea aún sigue operando como un servicio expreso en las noches; para más información sobre las líneas actuales y servicios antiguos vea los artículos de los servicios 2, 5 y 9.

## Lista de estaciones
| Leyenda de la estación de servicio | Leyenda de la estación de servicio |
| ---------------------------------- | ---------------------------------- |
| Hace paradas todo el tiempo        | Paradas todo el tiempo             |
| Detalles del periodo de tiempo     |                                    |

| Acceso para discapacitados                 | Estación                 | Vías    | Servicios | Apertura                                            | Notas |
| ------------------------------------------ | ------------------------ | ------- | --------- | --------------------------------------------------- | --- |
|                                            | Eastchester–Avenida Dyre |         | 5         | 29 de mayo de 1912 (NYW&B) 15 de mayo de 1941 (IRT) | Originalmente era una estación local con dos plataformas laterales en el NYW&B, luego se convirtió a una plataforma central por la NYCTA. |
|                                            | Avenida Baychester       | local   | 5         | 29 de mayo de 1912 (NYW&B) 15 de mayo de 1941 (IRT) | |
|                                            | Gun Hill Road            | local   | 5         | 29 de mayo de 1912 (NYW&B) 15 de mayo de 1941 (IRT) | |
|                                            | Pelham Parkway           | siempre | 5         | 29 de mayo de 1912 (NYW&B) 15 de mayo de 1941 (IRT) | Fue una estación expresa en la NYW&B |
|                                            | Morris Park              | local   | 5         | 29 de mayo de 1912 (NYW&B) 15 de mayo de 1941 (IRT) | |
| Se une con la línea White Plains Road (5 ) |                          |         |           |                                                     | |